# Aclypea
Aclypea es un género de escarabajos de la familia Silphidae.

## Especies
- Aclypea bicarinata (Gebler, 1830)
- Aclypea bituberosa (LeConte, 1859)
- Aclypea calva (Reitter, 1890)
- Aclypea cicatricosa Reitter, 1884
- Aclypea daurica (Gebler, 1832)
- Aclypea opaca (Linnaeus, 1758)
- Aclypea pamirensis Jakowlew, 1887
- Aclypea sericea (Zoubkoff, 1833)
- Aclypea souverbii (Fairmaire, 1848)
- Aclypea turkestanica (Ballion, 1870)
- Aclypea undata (Müller, 1776)